# Miraj-4
Die Miraj-4 (fälschlicherweise auch Miraz-4 oder einfach Miraz) ist ein bangladeschisches Binnenfährschiff, das am 15. Mai 2014 auf dem Meghna sank, wobei eine große Anzahl an Menschen umkam.

## Geschichte
Die etwa 36 Meter lange Fähre mit einer Kapazität von 122 Personen wurde auf dem Fluss Meghna eingesetzt. Am 15. Mai 2014 befand sich das Schiff mit über 200 Menschen an Bord (andere Quelle: 351 Passagieren und 14 Mann Besatzung) auf einer Reise von Sadarghat bei Dhaka nach Sureshwar. Am Nachmittag geriet die Fähre, in ein Schlechtwettergebiet und sank gegen 15:30 Uhr Ortszeit in der Nähe der Stadt Gazaria.
Im Zuge der Rettungsaktion gelang es der Bangladesh Inland Water Transport Authority (BIWTA) am Abend des Unglücks,  den Schwimmkran Biwta Prottoy nach Daulatdia zu bringen, mit dem die Miraj-4 nach einem Fehlversuch durch einen gerissenen Draht gehoben und ans Ufer des Flusses gebracht werden konnte. Bis zur Beendigung der Rettungsaktion zum Nachmittag des 17. Mai wurden 55 Opfer des Unglücks geborgen. Von der Verwaltung des Distrikts Munsiganj erhielten die Hinterbliebenen eine Entschädigung von 20.000 Taka (etwa 186 Euro) pro Opfer. Bis zum 19. Mai erhöhte sich die Zahl der geborgenen Opfer auf 56.
Gegen den Eigner der Fähre, Khandaker Anwar Hossain, den Kapitän Rafiqul Islam, mehrere Besatzungsmitglieder und einige weitere Beteiligte wurde ein Verfahren wegen Überladung des Schiffes und rücksichtsloser Fahrweise eingeleitet.